# Thermeola tasmanica
Thermeola tasmanica là một loài bướm đêm thuộc phân họ Arctiinae, họ Erebidae.